# Station Drawsko Pomorskie Wąskotorowe
Station Drawsko Pomorskie Wąskotorowe was een spoorwegstation in de Poolse plaats Drawsko Pomorskie aan de smalspoorlijn van Stara Dąbrowa naar Drawsko Pomorskie.